# Podwirne
Podwirne (ukr. Подвірне) – wieś na Ukrainie, w obwodzie czerniowieckim, w rejonie dniestrzańskim, w hromadzie Mamałyha. W 2001 liczyła 2440 mieszkańców, wśród których 2381 wskazało jako ojczysty język ukraiński, 26 rosyjski, 29 mołdawski, 2 rumuński, 1 białoruski, a 1 inny.